# 제네시스 GMR-001
제네시스 GMR-001은 제네시스의 스포츠 프로토타입으로, LMDh 규정에 따라 경쟁하도록 설계되었다. 각각 2026년에 시작되는 하이퍼카 부문의 FIA 세계 내구 선수권 대회와 2027년 웨더텍 스포츠카 챔피언십 등에 각각 차량 2대로 참가할 예정이다.

## 역사
2024년 9월 현대자동차는 자사의 고급차 브랜드인 제네시스에서 LMDh 프로그램을 출시한다고 발표하였다.
제네시스는 3개월 후인 2024년 12월 두바이에서의 출시 행사에서 대규모로 차량을 공식 공개하였다. 제네시스는 새로운 팀인 제네시스 마그마 레이싱이 2026년까지 GMR-001로 FIA 세계 내구 선수권 대회에 공식적으로 진출하고 이듬해 IMSA 스포츠카 챔피언십에 진출할 것이라고 발표하였다. 시릴 아비테불 현대모터스포츠법인 법인장은 트윈 터보 V8 엔진을 사용하고 하이브리드 시스템을 탑재할 것이라고 확인하였다.
공개와 함께 전 FIA WEC 챔피언 André Lotterer와 IMSA 챔피언 Pipo Derani가 합류하여 GMR-001 개발을 돕는 것으로 확인되었다. 신규 V8 엔진을 기반으로 레이스카 제조사 오레카(Oreca)와 협업하고 차량의 성능과 내구성 개발도 하고 있다. 이를 위해 전설적인 드라이버 재키 익스(Jacky Ickx) 등 업계 최고의 전문가와 함께 프랑스 폴 리카르 서킷(Circuit Paul Ricard) 인근의 전용 시설에서 공동 연구와 테스트를 진행하고 있다.

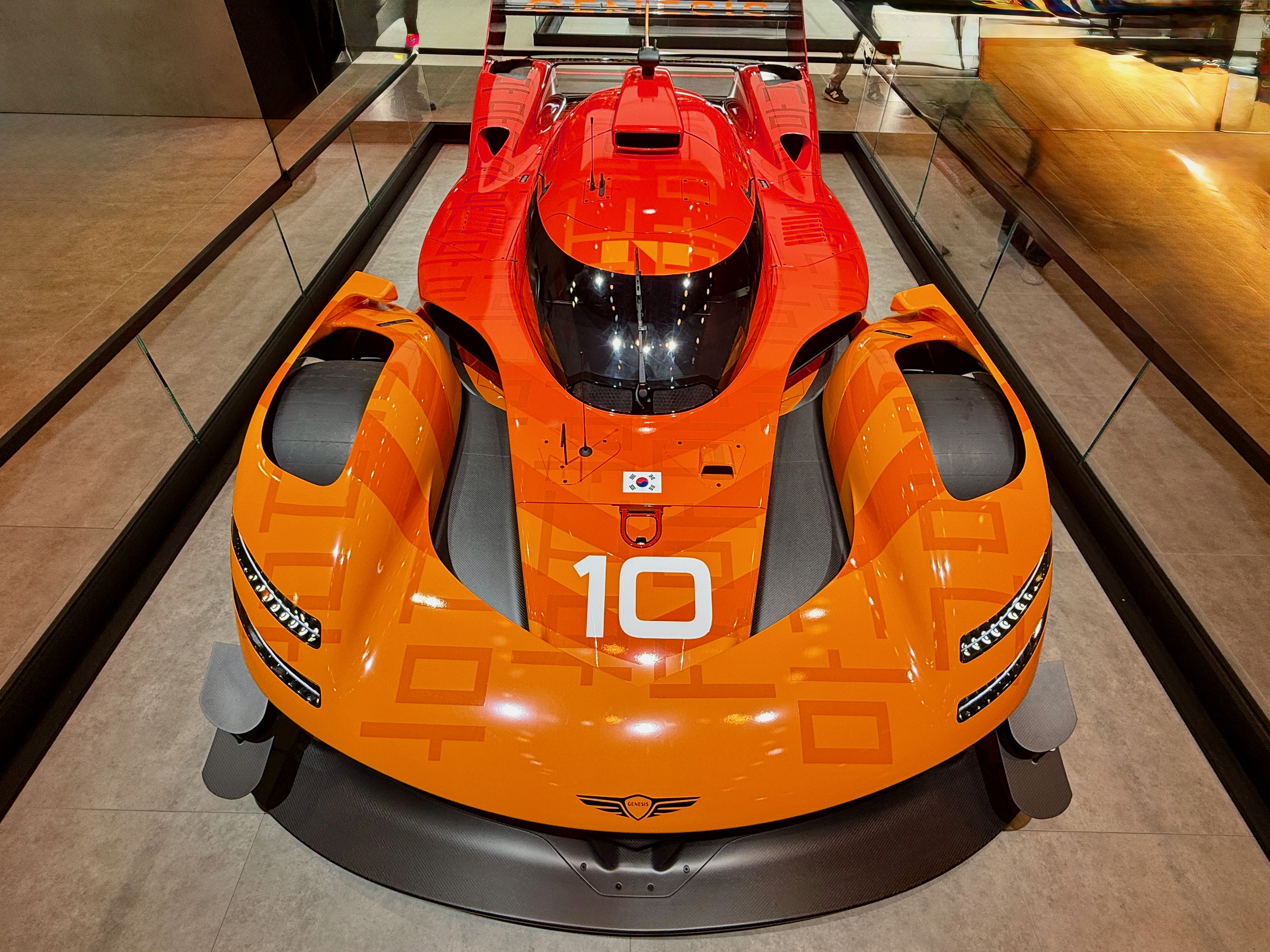
모델 전측면
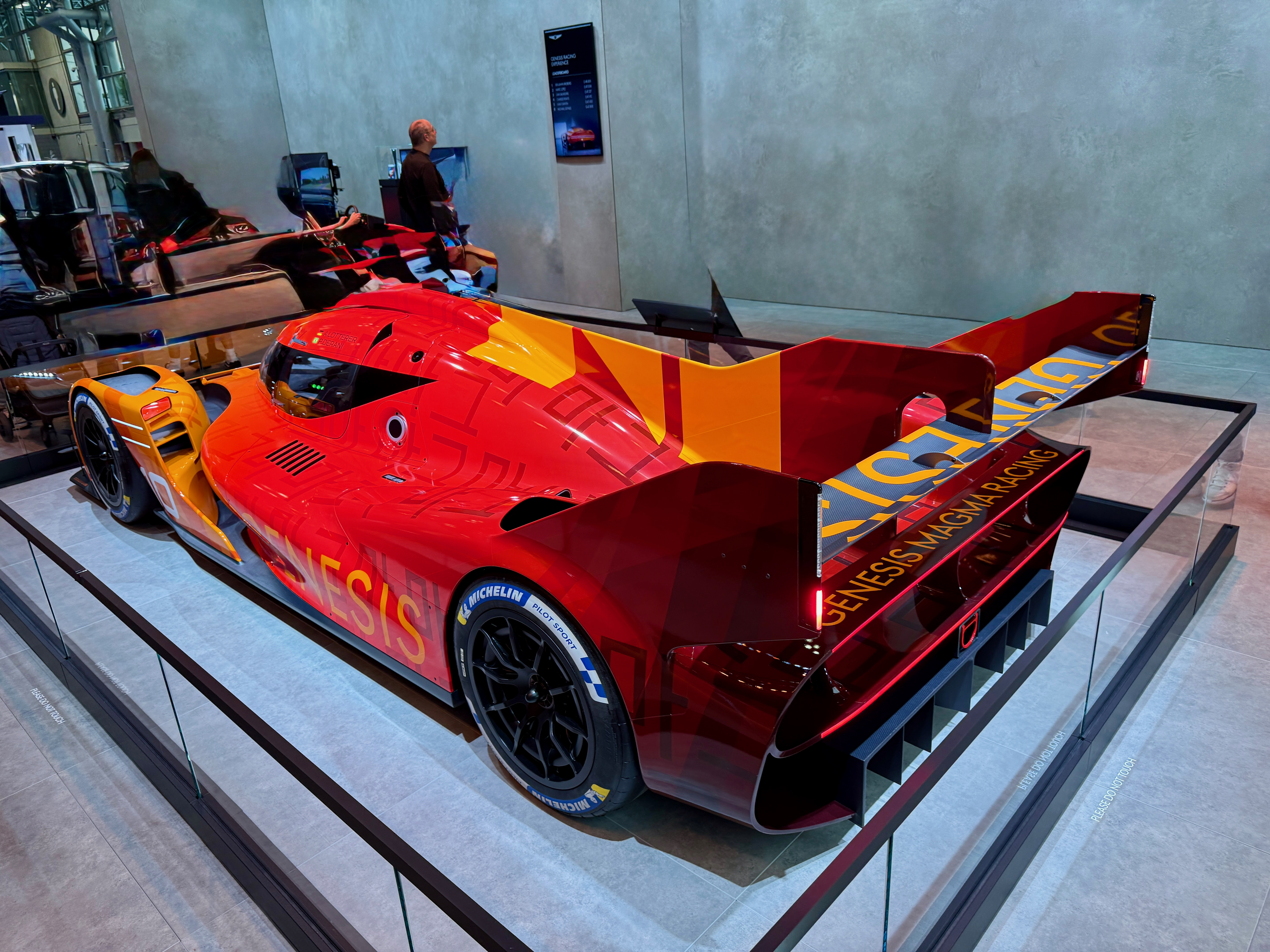
후측면

## 같이 보기
- 제네시스 마그마 레이싱
- 제네시스 마그마
- GMR-001 하이퍼카